# Sarkastodon
A Sarkastodon az emlősök (Mammalia) osztályának fosszilis Creodonta rendjébe, ezen belül az Oxyaenidae családjába tartozó nem.

## Rendszerezés
A nembe az alábbi 2 faj tartozik:
- Sarkastodon henanensis (Tong & Lei, 1986)[2]
- Sarkastodon mongoliensis (Granger, 1938) - típusfaj[3][4]

### Fordítás
- Ez a szócikk részben vagy egészben  a   Sarkastodon című angol Wikipédia-szócikk ezen változatának fordításán alapul.  Az eredeti cikk szerkesztőit annak laptörténete sorolja fel. Ez a jelzés csupán a megfogalmazás eredetét és a szerzői jogokat jelzi, nem szolgál a cikkben szereplő információk forrásmegjelöléseként.